# ویلیام ام. کلدر
ویلیام ام. کلدر (به انگلیسی: William M. Calder) سناتور سابق عضو حزب جمهوری‌خواه ایالات متحده آمریکا بود. وی در سال ۱۹۱۷ تا ۱۹۲۳ میلادی سناتور ایالت نیویورک در سنای ایالات متحده آمریکا بود.